# Dumerils Madagaskar-boa

Acrantophis dumerili - 1700-1880 - afdruk - Iconographia Zoologica - Bijzondere Collecties van de Universiteit van Amsterdam

Dumerils Madagaskar-boa (Acrantophis dumerili synoniem: Boa dumerili) is een slang uit de familie reuzenslangen (Boidae).

## Naam en indeling
De wetenschappelijke naam van de soort werd voor het eerst voorgesteld door Georgio Jan in 1860. Later werden de wetenschappelijke namen Boa dumerili en Constrictor dumerili gebruikt.

## Uiterlijke kenmerken
Deze slang heeft een huid met een ingewikkelde bruine lichaamstekening en een zwarte tekening op de kop. Door de donkere vlekken en strepentekening is de slang uitstekend gecamoufleerd in de strooisellaag waarin het dier leeft. De kleur kan ook neigen naar koperkleurig of roze. De lichaamslengte bedraagt ongeveer 150 tot 200 centimeter.

## Levenswijze
Deze weinig actieve slang leeft vrijwel alleen op de grond. Het dieet bestaat uit vogels en kleine zoogdieren. Hij loert vanuit een hinderlaag op zijn prooi, die hij door verwurging ombrengt. Hij beschikt echter niet over warmtezintuigen om zijn prooi te lokaliseren.

## Voortplanting
Dumerils Madagaskar-boa is eierlevendbarend, de slang zet geen eieren af maar brengt per keer gemiddeld zes tot dertien jongen levend ter wereld.

## Verspreiding en leefgebied
Dumerils Madagaskar-boa komt endemisch voor op Madagaskar en de Mascarenen in de Indische Oceaan. Waarnemingen van de slang van het eiland Réunion berusten waarschijnlijk op een vergissing.

## Verspreiding en habitat
De slang komt voor in vrij droge gebieden met relatief weinig neerslag. De habitat bestaat uit tropische en subtropische droge bossen en tropische graslanden. Ook in door de mens aangepaste streken zoals weilanden, akkers, landelijke tuinen en plantages kan de slang worden aangetroffen. De soort is aangetroffen van zeeniveau tot op een hoogte van ongeveer 1300 meter boven zeeniveau.

## Beschermingsstatus
Door de internationale natuurbeschermingsorganisatie IUCN is de beschermingsstatus 'veilig' toegewezen (Least Concern of LC).